# Type 722
La Type 722 est une classe de navire de débarquement aéroglisseur chinois.